# Bruno Maçães

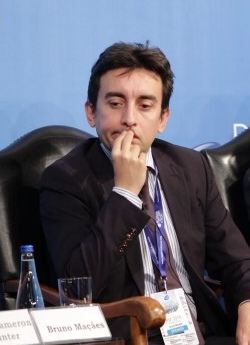
Maçães v roce 2017.

Bruno Maçães (* 1974) je portugalský politik, konzultant a autor. Působí v americkém think tanku Hudson Institute a je seniorním poradcem v poradenské společnosti Flint Global pro oblast evropské politiky. Pravidelně též komentuje pro britský časopis New Statesman a je členem think tanku European Council on Foreign Relations. Vedle toho je také autorem čtyř knih zabývajících se otázkami geopolitiky, Ruska, Číny a technologií.

## Životopis
Bruno Maçães získal v roce 2006 doktorát z politologie na Harvardově univerzitě. Jeho disertační práce s názvem Adventure as a Theory of Politics byla vyznamenána cenou Richarda Herrnsteina za nejlepší práci v oblasti sociálních věd. Působil v akademické sféře. Vyučoval na Yonsei University v korejském Soulu, berlínské Bard College a pekingské Renmin University. Vedle toho také v roce 2008 pracoval pro americký konzervativní think tank American Enterprise Institute, kde se zabýval politickými dopady biotechnologické revoluce. V letech 2013-2015, kdy se jeho země potýkala s finanční krizí, byl státním tajemníkem pro evropské záležitosti v Portugalsku.

### České překlady
- Na počátku dějin - Úsvit nové Ameriky, Praha, Info.cz, 2022.
- Svět změny Civilizace na prahu nové éry, Praha, CMI News, 2022.